# 司馬遼太郎記念館
司馬遼太郎記念館（しばりょうたろうきねんかん）は、大阪府東大阪市下小阪にある作家・司馬遼太郎の業績を伝えるために自宅敷地に設立された大阪府の登録博物館。運営は、公益財団法人司馬遼太郎記念財団。

## 概要
6万冊に及ぶ多くの蔵書、資料、執筆に使用した書斎が晩年に使用した時のまま残されており、書斎は庭から見学することができる。その庭は司馬遼太郎が好んだ雑木林をイメージしたものである。
記念館開設にあたり新たに設けられた安藤忠雄の設計による展示室には、蔵書のうち約2万冊、及び多数の自著が高さ11mの書架に納められている。他にも直筆原稿、自筆の絵、色紙、加えて、眼鏡、万年筆、バンダナなどの身の回り品も展示されている。他にホールがありNHKの映像を編集したものを上映している。
施工は、錢高組が担当した。管理、運営する司馬遼太郎記念財団は1996年（平成8年）11月1日に設立された。なお、偶然ではあるが、展示室の建物奥のコンクリートの天井には作品にもなった坂本龍馬の肖像を思わせるシミが浮き出ている。

## 利用案内
入場料：大人800円、高校生・中学生400円、小学生300円
休館日：月曜
備　考：館内では司馬作品の販売も行なっている。

## アクセス
近鉄八戸ノ里駅南に徒歩約8分。河内小阪駅からは徒歩約12分。大阪府立布施高等学校近くの住宅街の中にある。途中の中小阪公園には「21世紀に生きる君たちへ」の文学碑が設置されている。

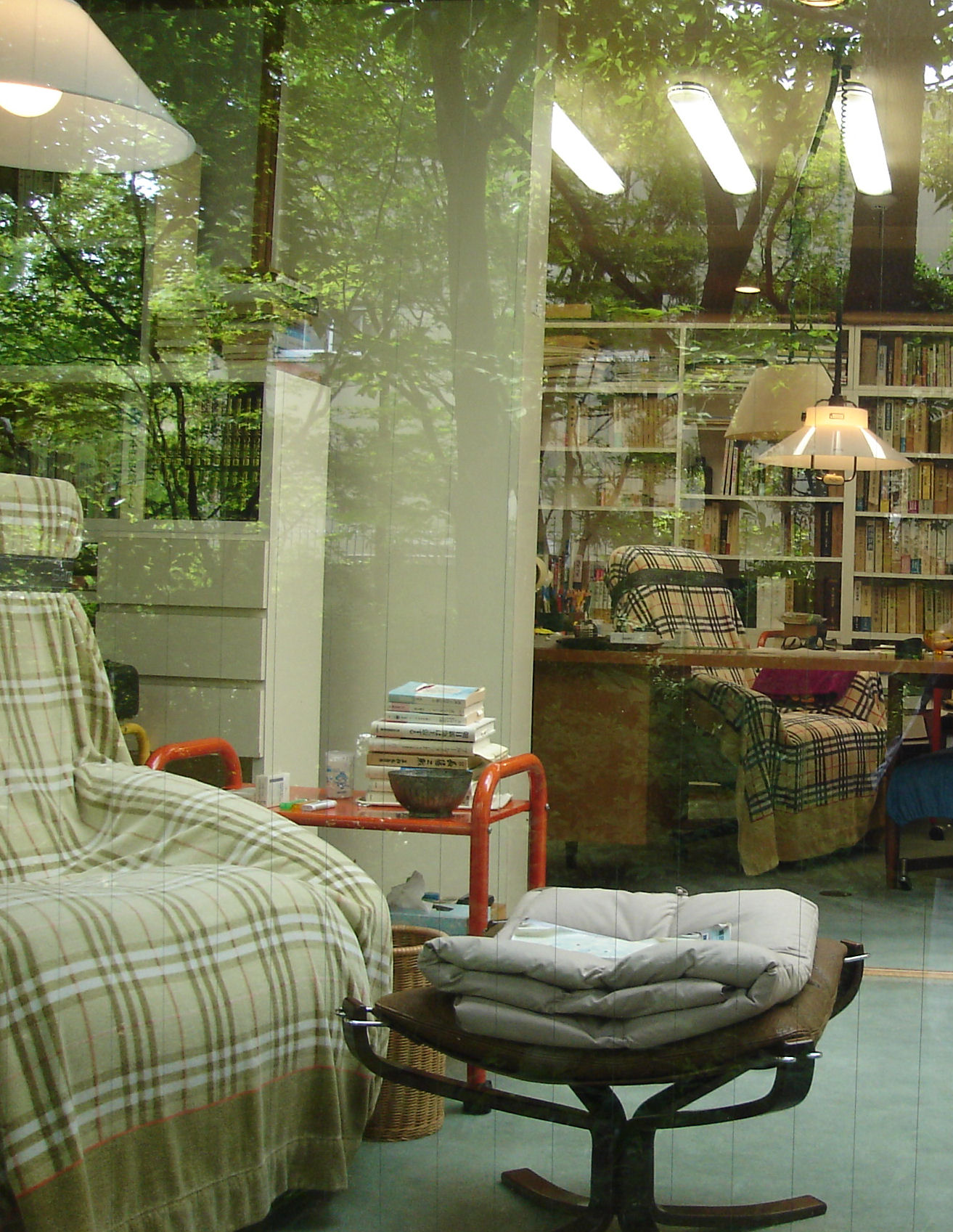
庭から望む書斎